# Kembung
Kembung is een bestuurslaag in het regentschap Lebong van de provincie Bengkulu, Indonesië. Kembung telt 855 inwoners (volkstelling 2010).